# Espuri Virgini Tricost Celiomontà
Espuri Virgini Tricost Celiomontà (llatí: Spurius Verginius A. f. A. n. Tricostus Cæliomontanus) va ser un magistrat romà. Formava part de la família Tricost, una branca de la gens Virgínia. El nom Celiomontà prové del fet que la seva branca familiar tenia la mansió al turó anomenat Celi.
Era fill d'Aulus Virgini Tricost Celiomontà. Va ser elegit cònsol l'any 456 aC juntament amb Marc Valeri Lactuca Màxim. Durant el seu període de comandament es van celebrar per segona vegada els ludi saeculares.